# Rhipogonum
Rhipogonaceae (đôi khi viết thành Ripogonaceae) là một họ thực vật hạt kín. Họ này chỉ phân bố hạn hẹp tại miền đông Australia, New Zealand và New Guinea. Họ Rhipogonaceae bao gồm vài loài dây leo thân gỗ trong 1 chi duy nhất là Rhipogonum (đôi khi viết thành Ripogonum). Cho tới gần đây thì họ này được gộp trong họ Khúc khắc (Smilacaceae), và việc chia tách nó từng là vấn đề gây tranh cãi. Tuy nhiên, các phiên bản năm 1998, 2003 và 2009 của phân loại do APG đề xuất đều công nhận họ này và đặt nó trong bộ Liliales của nhánh monocots. Nó khác với các loài trong họ Smilacaceae có họ hàng gần chỉ ở chỗ các loài Rhipogonaceae là loại dây leo cuốn nhưng không có tua cuốn, hạt của chúng chứa tinh bột, hoa lưỡng tính và bao phấn 5 mặt thì dài hơn các chỉ nhị.

## Sử dụng
Một vài loài trong họ này được thổ dân bản xứ sử dụng để đan giỏ đựng, dây thừng và bẫy cá. Tại Australia và New Zealand, các quả mọng của Rhipogonum là thức ăn của một vài loài thú và chim.
R. scandens có rễ chùm chứa nhiều tinh bột và được sử dụng để làm tác nhân tạo hương vị cho bia. Được người Māori ở New Zealand gọi là kariao (kareao hay karewao) và pirita, nước sắc cô đặc từ rễ loài cây này có mùi vị hơi ngọt như của các loài khúc khắc và làm dịu họng. Nó cũng có tác dụng trong điều trị các chứng đau bụng, sốt, thấp khớp vài loại bệnh ngoài da. Quả mọng nhỏ ăn được nhưng khô và nhạt nhẽo, tuy nhiên các cành non đem luộc lại có hương vị như đỗ xanh còn tươi. Nhựa cây cũng ăn được.

## Các loài
Họ này chỉ có 1 chi Rhipogonum với 6 loài. Danh sách loài với sự phân bố của chúng liệt kê dưới đây.
- Rhipogonum album R. Br.: Australia & New Guinea.
- Rhipogonum brevifolium Conran & Cliff.: Australia.
- Rhipogonum discolor F. Muell.: Australia.
- Rhipogonum elseyanum F. Muell.: Australia
- Rhipogonum fawcettianum F. Muell. Ex Benth.: Australia.
- Rhipogonum scandens J.R. & G. Forst.: New Zealand.

## Phát sinh chủng loài
Cây phát sinh chủng loài dưới đây lấy theo APG III.

| Alstroemeriaceae s.l. | \| \| Luzuriageae (Luzuriagaceae) \| \| \| \| \| \| Alstroemerieae (Alstroemeriaceae s.s) \| \| \| \| |
|                       | \| \| Luzuriageae (Luzuriagaceae) \| \| \| \| \| \| Alstroemerieae (Alstroemeriaceae s.s) \| \| \| \| |
|                       | Luzuriageae (Luzuriagaceae)                                                                           |
|                       | |
|                       | Alstroemerieae (Alstroemeriaceae s.s)                                                                 |
|                       | |

|  | Luzuriageae (Luzuriagaceae)           |
|  |                                       |
|  | Alstroemerieae (Alstroemeriaceae s.s) |
|  |                                       |

| Alstroemeriaceae s.l. | \| \| Luzuriageae (Luzuriagaceae) \| \| \| \| \| \| Alstroemerieae (Alstroemeriaceae s.s) \| \| \| \| |
|                       | \| \| Luzuriageae (Luzuriagaceae) \| \| \| \| \| \| Alstroemerieae (Alstroemeriaceae s.s) \| \| \| \| |
|                       | Luzuriageae (Luzuriagaceae)                                                                           |
|                       | |
|                       | Alstroemerieae (Alstroemeriaceae s.s)                                                                 |
|                       | |

|  | Luzuriageae (Luzuriagaceae)           |
|  |                                       |
|  | Alstroemerieae (Alstroemeriaceae s.s) |
|  |                                       |

| Alstroemeriaceae s.l. | \| \| Luzuriageae (Luzuriagaceae) \| \| \| \| \| \| Alstroemerieae (Alstroemeriaceae s.s) \| \| \| \| |
|                       | \| \| Luzuriageae (Luzuriagaceae) \| \| \| \| \| \| Alstroemerieae (Alstroemeriaceae s.s) \| \| \| \| |
|                       | Luzuriageae (Luzuriagaceae)                                                                           |
|                       | |
|                       | Alstroemerieae (Alstroemeriaceae s.s)                                                                 |
|                       | |

|  | Luzuriageae (Luzuriagaceae)           |
|  |                                       |
|  | Alstroemerieae (Alstroemeriaceae s.s) |
|  |                                       |

| Alstroemeriaceae s.l. | \| \| Luzuriageae (Luzuriagaceae) \| \| \| \| \| \| Alstroemerieae (Alstroemeriaceae s.s) \| \| \| \| |
|                       | \| \| Luzuriageae (Luzuriagaceae) \| \| \| \| \| \| Alstroemerieae (Alstroemeriaceae s.s) \| \| \| \| |
|                       | Luzuriageae (Luzuriagaceae)                                                                           |
|                       | |
|                       | Alstroemerieae (Alstroemeriaceae s.s)                                                                 |
|                       | |

|  | Luzuriageae (Luzuriagaceae)           |
|  |                                       |
|  | Alstroemerieae (Alstroemeriaceae s.s) |
|  |                                       |

|  | Rhipogonaceae |
|  |               |
|  | Philesiaceae  |
|  |               |

|  | Smilacaceae |
|  |             |
|  | Liliaceae   |
|  |             |

|  | Rhipogonaceae |
|  |               |
|  | Philesiaceae  |
|  |               |

|  | Smilacaceae |
|  |             |
|  | Liliaceae   |
|  |             |

| Alstroemeriaceae s.l. | \| \| Luzuriageae (Luzuriagaceae) \| \| \| \| \| \| Alstroemerieae (Alstroemeriaceae s.s) \| \| \| \| |
|                       | \| \| Luzuriageae (Luzuriagaceae) \| \| \| \| \| \| Alstroemerieae (Alstroemeriaceae s.s) \| \| \| \| |
|                       | Luzuriageae (Luzuriagaceae)                                                                           |
|                       | |
|                       | Alstroemerieae (Alstroemeriaceae s.s)                                                                 |
|                       | |

|  | Luzuriageae (Luzuriagaceae)           |
|  |                                       |
|  | Alstroemerieae (Alstroemeriaceae s.s) |
|  |                                       |

| Alstroemeriaceae s.l. | \| \| Luzuriageae (Luzuriagaceae) \| \| \| \| \| \| Alstroemerieae (Alstroemeriaceae s.s) \| \| \| \| |
|                       | \| \| Luzuriageae (Luzuriagaceae) \| \| \| \| \| \| Alstroemerieae (Alstroemeriaceae s.s) \| \| \| \| |
|                       | Luzuriageae (Luzuriagaceae)                                                                           |
|                       | |
|                       | Alstroemerieae (Alstroemeriaceae s.s)                                                                 |
|                       | |

|  | Luzuriageae (Luzuriagaceae)           |
|  |                                       |
|  | Alstroemerieae (Alstroemeriaceae s.s) |
|  |                                       |

| Alstroemeriaceae s.l. | \| \| Luzuriageae (Luzuriagaceae) \| \| \| \| \| \| Alstroemerieae (Alstroemeriaceae s.s) \| \| \| \| |
|                       | \| \| Luzuriageae (Luzuriagaceae) \| \| \| \| \| \| Alstroemerieae (Alstroemeriaceae s.s) \| \| \| \| |
|                       | Luzuriageae (Luzuriagaceae)                                                                           |
|                       | |
|                       | Alstroemerieae (Alstroemeriaceae s.s)                                                                 |
|                       | |

|  | Luzuriageae (Luzuriagaceae)           |
|  |                                       |
|  | Alstroemerieae (Alstroemeriaceae s.s) |
|  |                                       |

| Alstroemeriaceae s.l. | \| \| Luzuriageae (Luzuriagaceae) \| \| \| \| \| \| Alstroemerieae (Alstroemeriaceae s.s) \| \| \| \| |
|                       | \| \| Luzuriageae (Luzuriagaceae) \| \| \| \| \| \| Alstroemerieae (Alstroemeriaceae s.s) \| \| \| \| |
|                       | Luzuriageae (Luzuriagaceae)                                                                           |
|                       | |
|                       | Alstroemerieae (Alstroemeriaceae s.s)                                                                 |
|                       | |

|  | Luzuriageae (Luzuriagaceae)           |
|  |                                       |
|  | Alstroemerieae (Alstroemeriaceae s.s) |
|  |                                       |

|  | Rhipogonaceae |
|  |               |
|  | Philesiaceae  |
|  |               |

|  | Smilacaceae |
|  |             |
|  | Liliaceae   |
|  |             |

|  | Rhipogonaceae |
|  |               |
|  | Philesiaceae  |
|  |               |

|  | Smilacaceae |
|  |             |
|  | Liliaceae   |
|  |             |

| Alstroemeriaceae s.l. | \| \| Luzuriageae (Luzuriagaceae) \| \| \| \| \| \| Alstroemerieae (Alstroemeriaceae s.s) \| \| \| \| |
|                       | \| \| Luzuriageae (Luzuriagaceae) \| \| \| \| \| \| Alstroemerieae (Alstroemeriaceae s.s) \| \| \| \| |
|                       | Luzuriageae (Luzuriagaceae)                                                                           |
|                       | |
|                       | Alstroemerieae (Alstroemeriaceae s.s)                                                                 |
|                       | |

|  | Luzuriageae (Luzuriagaceae)           |
|  |                                       |
|  | Alstroemerieae (Alstroemeriaceae s.s) |
|  |                                       |

| Alstroemeriaceae s.l. | \| \| Luzuriageae (Luzuriagaceae) \| \| \| \| \| \| Alstroemerieae (Alstroemeriaceae s.s) \| \| \| \| |
|                       | \| \| Luzuriageae (Luzuriagaceae) \| \| \| \| \| \| Alstroemerieae (Alstroemeriaceae s.s) \| \| \| \| |
|                       | Luzuriageae (Luzuriagaceae)                                                                           |
|                       | |
|                       | Alstroemerieae (Alstroemeriaceae s.s)                                                                 |
|                       | |

|  | Luzuriageae (Luzuriagaceae)           |
|  |                                       |
|  | Alstroemerieae (Alstroemeriaceae s.s) |
|  |                                       |

| Alstroemeriaceae s.l. | \| \| Luzuriageae (Luzuriagaceae) \| \| \| \| \| \| Alstroemerieae (Alstroemeriaceae s.s) \| \| \| \| |
|                       | \| \| Luzuriageae (Luzuriagaceae) \| \| \| \| \| \| Alstroemerieae (Alstroemeriaceae s.s) \| \| \| \| |
|                       | Luzuriageae (Luzuriagaceae)                                                                           |
|                       | |
|                       | Alstroemerieae (Alstroemeriaceae s.s)                                                                 |
|                       | |

|  | Luzuriageae (Luzuriagaceae)           |
|  |                                       |
|  | Alstroemerieae (Alstroemeriaceae s.s) |
|  |                                       |

| Alstroemeriaceae s.l. | \| \| Luzuriageae (Luzuriagaceae) \| \| \| \| \| \| Alstroemerieae (Alstroemeriaceae s.s) \| \| \| \| |
|                       | \| \| Luzuriageae (Luzuriagaceae) \| \| \| \| \| \| Alstroemerieae (Alstroemeriaceae s.s) \| \| \| \| |
|                       | Luzuriageae (Luzuriagaceae)                                                                           |
|                       | |
|                       | Alstroemerieae (Alstroemeriaceae s.s)                                                                 |
|                       | |

|  | Luzuriageae (Luzuriagaceae)           |
|  |                                       |
|  | Alstroemerieae (Alstroemeriaceae s.s) |
|  |                                       |

|  | Rhipogonaceae |
|  |               |
|  | Philesiaceae  |
|  |               |

|  | Smilacaceae |
|  |             |
|  | Liliaceae   |
|  |             |

|  | Rhipogonaceae |
|  |               |
|  | Philesiaceae  |
|  |               |

|  | Smilacaceae |
|  |             |
|  | Liliaceae   |
|  |             |

| Alstroemeriaceae s.l. | \| \| Luzuriageae (Luzuriagaceae) \| \| \| \| \| \| Alstroemerieae (Alstroemeriaceae s.s) \| \| \| \| |
|                       | \| \| Luzuriageae (Luzuriagaceae) \| \| \| \| \| \| Alstroemerieae (Alstroemeriaceae s.s) \| \| \| \| |
|                       | Luzuriageae (Luzuriagaceae)                                                                           |
|                       | |
|                       | Alstroemerieae (Alstroemeriaceae s.s)                                                                 |
|                       | |

|  | Luzuriageae (Luzuriagaceae)           |
|  |                                       |
|  | Alstroemerieae (Alstroemeriaceae s.s) |
|  |                                       |

| Alstroemeriaceae s.l. | \| \| Luzuriageae (Luzuriagaceae) \| \| \| \| \| \| Alstroemerieae (Alstroemeriaceae s.s) \| \| \| \| |
|                       | \| \| Luzuriageae (Luzuriagaceae) \| \| \| \| \| \| Alstroemerieae (Alstroemeriaceae s.s) \| \| \| \| |
|                       | Luzuriageae (Luzuriagaceae)                                                                           |
|                       | |
|                       | Alstroemerieae (Alstroemeriaceae s.s)                                                                 |
|                       | |

|  | Luzuriageae (Luzuriagaceae)           |
|  |                                       |
|  | Alstroemerieae (Alstroemeriaceae s.s) |
|  |                                       |

| Alstroemeriaceae s.l. | \| \| Luzuriageae (Luzuriagaceae) \| \| \| \| \| \| Alstroemerieae (Alstroemeriaceae s.s) \| \| \| \| |
|                       | \| \| Luzuriageae (Luzuriagaceae) \| \| \| \| \| \| Alstroemerieae (Alstroemeriaceae s.s) \| \| \| \| |
|                       | Luzuriageae (Luzuriagaceae)                                                                           |
|                       | |
|                       | Alstroemerieae (Alstroemeriaceae s.s)                                                                 |
|                       | |

|  | Luzuriageae (Luzuriagaceae)           |
|  |                                       |
|  | Alstroemerieae (Alstroemeriaceae s.s) |
|  |                                       |

| Alstroemeriaceae s.l. | \| \| Luzuriageae (Luzuriagaceae) \| \| \| \| \| \| Alstroemerieae (Alstroemeriaceae s.s) \| \| \| \| |
|                       | \| \| Luzuriageae (Luzuriagaceae) \| \| \| \| \| \| Alstroemerieae (Alstroemeriaceae s.s) \| \| \| \| |
|                       | Luzuriageae (Luzuriagaceae)                                                                           |
|                       | |
|                       | Alstroemerieae (Alstroemeriaceae s.s)                                                                 |
|                       | |

|  | Luzuriageae (Luzuriagaceae)           |
|  |                                       |
|  | Alstroemerieae (Alstroemeriaceae s.s) |
|  |                                       |

|  | Rhipogonaceae |
|  |               |
|  | Philesiaceae  |
|  |               |

|  | Smilacaceae |
|  |             |
|  | Liliaceae   |
|  |             |

|  | Rhipogonaceae |
|  |               |
|  | Philesiaceae  |
|  |               |

|  | Smilacaceae |
|  |             |
|  | Liliaceae   |
|  |             |

| Alstroemeriaceae s.l. | \| \| Luzuriageae (Luzuriagaceae) \| \| \| \| \| \| Alstroemerieae (Alstroemeriaceae s.s) \| \| \| \| |
|                       | \| \| Luzuriageae (Luzuriagaceae) \| \| \| \| \| \| Alstroemerieae (Alstroemeriaceae s.s) \| \| \| \| |
|                       | Luzuriageae (Luzuriagaceae)                                                                           |
|                       | |
|                       | Alstroemerieae (Alstroemeriaceae s.s)                                                                 |
|                       | |

|  | Luzuriageae (Luzuriagaceae)           |
|  |                                       |
|  | Alstroemerieae (Alstroemeriaceae s.s) |
|  |                                       |

| Alstroemeriaceae s.l. | \| \| Luzuriageae (Luzuriagaceae) \| \| \| \| \| \| Alstroemerieae (Alstroemeriaceae s.s) \| \| \| \| |
|                       | \| \| Luzuriageae (Luzuriagaceae) \| \| \| \| \| \| Alstroemerieae (Alstroemeriaceae s.s) \| \| \| \| |
|                       | Luzuriageae (Luzuriagaceae)                                                                           |
|                       | |
|                       | Alstroemerieae (Alstroemeriaceae s.s)                                                                 |
|                       | |

|  | Luzuriageae (Luzuriagaceae)           |
|  |                                       |
|  | Alstroemerieae (Alstroemeriaceae s.s) |
|  |                                       |

| Alstroemeriaceae s.l. | \| \| Luzuriageae (Luzuriagaceae) \| \| \| \| \| \| Alstroemerieae (Alstroemeriaceae s.s) \| \| \| \| |
|                       | \| \| Luzuriageae (Luzuriagaceae) \| \| \| \| \| \| Alstroemerieae (Alstroemeriaceae s.s) \| \| \| \| |
|                       | Luzuriageae (Luzuriagaceae)                                                                           |
|                       | |
|                       | Alstroemerieae (Alstroemeriaceae s.s)                                                                 |
|                       | |

|  | Luzuriageae (Luzuriagaceae)           |
|  |                                       |
|  | Alstroemerieae (Alstroemeriaceae s.s) |
|  |                                       |

| Alstroemeriaceae s.l. | \| \| Luzuriageae (Luzuriagaceae) \| \| \| \| \| \| Alstroemerieae (Alstroemeriaceae s.s) \| \| \| \| |
|                       | \| \| Luzuriageae (Luzuriagaceae) \| \| \| \| \| \| Alstroemerieae (Alstroemeriaceae s.s) \| \| \| \| |
|                       | Luzuriageae (Luzuriagaceae)                                                                           |
|                       | |
|                       | Alstroemerieae (Alstroemeriaceae s.s)                                                                 |
|                       | |

|  | Luzuriageae (Luzuriagaceae)           |
|  |                                       |
|  | Alstroemerieae (Alstroemeriaceae s.s) |
|  |                                       |

|  | Rhipogonaceae |
|  |               |
|  | Philesiaceae  |
|  |               |

|  | Smilacaceae |
|  |             |
|  | Liliaceae   |
|  |             |

|  | Rhipogonaceae |
|  |               |
|  | Philesiaceae  |
|  |               |

|  | Smilacaceae |
|  |             |
|  | Liliaceae   |
|  |             |

| Alstroemeriaceae s.l. | \| \| Luzuriageae (Luzuriagaceae) \| \| \| \| \| \| Alstroemerieae (Alstroemeriaceae s.s) \| \| \| \| |
|                       | \| \| Luzuriageae (Luzuriagaceae) \| \| \| \| \| \| Alstroemerieae (Alstroemeriaceae s.s) \| \| \| \| |
|                       | Luzuriageae (Luzuriagaceae)                                                                           |
|                       | |
|                       | Alstroemerieae (Alstroemeriaceae s.s)                                                                 |
|                       | |

|  | Luzuriageae (Luzuriagaceae)           |
|  |                                       |
|  | Alstroemerieae (Alstroemeriaceae s.s) |
|  |                                       |

| Alstroemeriaceae s.l. | \| \| Luzuriageae (Luzuriagaceae) \| \| \| \| \| \| Alstroemerieae (Alstroemeriaceae s.s) \| \| \| \| |
|                       | \| \| Luzuriageae (Luzuriagaceae) \| \| \| \| \| \| Alstroemerieae (Alstroemeriaceae s.s) \| \| \| \| |
|                       | Luzuriageae (Luzuriagaceae)                                                                           |
|                       | |
|                       | Alstroemerieae (Alstroemeriaceae s.s)                                                                 |
|                       | |

|  | Luzuriageae (Luzuriagaceae)           |
|  |                                       |
|  | Alstroemerieae (Alstroemeriaceae s.s) |
|  |                                       |

| Alstroemeriaceae s.l. | \| \| Luzuriageae (Luzuriagaceae) \| \| \| \| \| \| Alstroemerieae (Alstroemeriaceae s.s) \| \| \| \| |
|                       | \| \| Luzuriageae (Luzuriagaceae) \| \| \| \| \| \| Alstroemerieae (Alstroemeriaceae s.s) \| \| \| \| |
|                       | Luzuriageae (Luzuriagaceae)                                                                           |
|                       | |
|                       | Alstroemerieae (Alstroemeriaceae s.s)                                                                 |
|                       | |

|  | Luzuriageae (Luzuriagaceae)           |
|  |                                       |
|  | Alstroemerieae (Alstroemeriaceae s.s) |
|  |                                       |

| Alstroemeriaceae s.l. | \| \| Luzuriageae (Luzuriagaceae) \| \| \| \| \| \| Alstroemerieae (Alstroemeriaceae s.s) \| \| \| \| |
|                       | \| \| Luzuriageae (Luzuriagaceae) \| \| \| \| \| \| Alstroemerieae (Alstroemeriaceae s.s) \| \| \| \| |
|                       | Luzuriageae (Luzuriagaceae)                                                                           |
|                       | |
|                       | Alstroemerieae (Alstroemeriaceae s.s)                                                                 |
|                       | |

|  | Luzuriageae (Luzuriagaceae)           |
|  |                                       |
|  | Alstroemerieae (Alstroemeriaceae s.s) |
|  |                                       |

|  | Rhipogonaceae |
|  |               |
|  | Philesiaceae  |
|  |               |

|  | Smilacaceae |
|  |             |
|  | Liliaceae   |
|  |             |

|  | Rhipogonaceae |
|  |               |
|  | Philesiaceae  |
|  |               |

|  | Smilacaceae |
|  |             |
|  | Liliaceae   |
|  |             |

| Alstroemeriaceae s.l. | \| \| Luzuriageae (Luzuriagaceae) \| \| \| \| \| \| Alstroemerieae (Alstroemeriaceae s.s) \| \| \| \| |
|                       | \| \| Luzuriageae (Luzuriagaceae) \| \| \| \| \| \| Alstroemerieae (Alstroemeriaceae s.s) \| \| \| \| |
|                       | Luzuriageae (Luzuriagaceae)                                                                           |
|                       | |
|                       | Alstroemerieae (Alstroemeriaceae s.s)                                                                 |
|                       | |

|  | Luzuriageae (Luzuriagaceae)           |
|  |                                       |
|  | Alstroemerieae (Alstroemeriaceae s.s) |
|  |                                       |

| Alstroemeriaceae s.l. | \| \| Luzuriageae (Luzuriagaceae) \| \| \| \| \| \| Alstroemerieae (Alstroemeriaceae s.s) \| \| \| \| |
|                       | \| \| Luzuriageae (Luzuriagaceae) \| \| \| \| \| \| Alstroemerieae (Alstroemeriaceae s.s) \| \| \| \| |
|                       | Luzuriageae (Luzuriagaceae)                                                                           |
|                       | |
|                       | Alstroemerieae (Alstroemeriaceae s.s)                                                                 |
|                       | |

|  | Luzuriageae (Luzuriagaceae)           |
|  |                                       |
|  | Alstroemerieae (Alstroemeriaceae s.s) |
|  |                                       |

| Alstroemeriaceae s.l. | \| \| Luzuriageae (Luzuriagaceae) \| \| \| \| \| \| Alstroemerieae (Alstroemeriaceae s.s) \| \| \| \| |
|                       | \| \| Luzuriageae (Luzuriagaceae) \| \| \| \| \| \| Alstroemerieae (Alstroemeriaceae s.s) \| \| \| \| |
|                       | Luzuriageae (Luzuriagaceae)                                                                           |
|                       | |
|                       | Alstroemerieae (Alstroemeriaceae s.s)                                                                 |
|                       | |

|  | Luzuriageae (Luzuriagaceae)           |
|  |                                       |
|  | Alstroemerieae (Alstroemeriaceae s.s) |
|  |                                       |

| Alstroemeriaceae s.l. | \| \| Luzuriageae (Luzuriagaceae) \| \| \| \| \| \| Alstroemerieae (Alstroemeriaceae s.s) \| \| \| \| |
|                       | \| \| Luzuriageae (Luzuriagaceae) \| \| \| \| \| \| Alstroemerieae (Alstroemeriaceae s.s) \| \| \| \| |
|                       | Luzuriageae (Luzuriagaceae)                                                                           |
|                       | |
|                       | Alstroemerieae (Alstroemeriaceae s.s)                                                                 |
|                       | |

|  | Luzuriageae (Luzuriagaceae)           |
|  |                                       |
|  | Alstroemerieae (Alstroemeriaceae s.s) |
|  |                                       |

|  | Rhipogonaceae |
|  |               |
|  | Philesiaceae  |
|  |               |

|  | Smilacaceae |
|  |             |
|  | Liliaceae   |
|  |             |

|  | Rhipogonaceae |
|  |               |
|  | Philesiaceae  |
|  |               |

|  | Smilacaceae |
|  |             |
|  | Liliaceae   |
|  |             |

| Alstroemeriaceae s.l. | \| \| Luzuriageae (Luzuriagaceae) \| \| \| \| \| \| Alstroemerieae (Alstroemeriaceae s.s) \| \| \| \| |
|                       | \| \| Luzuriageae (Luzuriagaceae) \| \| \| \| \| \| Alstroemerieae (Alstroemeriaceae s.s) \| \| \| \| |
|                       | Luzuriageae (Luzuriagaceae)                                                                           |
|                       | |
|                       | Alstroemerieae (Alstroemeriaceae s.s)                                                                 |
|                       | |

|  | Luzuriageae (Luzuriagaceae)           |
|  |                                       |
|  | Alstroemerieae (Alstroemeriaceae s.s) |
|  |                                       |

| Alstroemeriaceae s.l. | \| \| Luzuriageae (Luzuriagaceae) \| \| \| \| \| \| Alstroemerieae (Alstroemeriaceae s.s) \| \| \| \| |
|                       | \| \| Luzuriageae (Luzuriagaceae) \| \| \| \| \| \| Alstroemerieae (Alstroemeriaceae s.s) \| \| \| \| |
|                       | Luzuriageae (Luzuriagaceae)                                                                           |
|                       | |
|                       | Alstroemerieae (Alstroemeriaceae s.s)                                                                 |
|                       | |

|  | Luzuriageae (Luzuriagaceae)           |
|  |                                       |
|  | Alstroemerieae (Alstroemeriaceae s.s) |
|  |                                       |

| Alstroemeriaceae s.l. | \| \| Luzuriageae (Luzuriagaceae) \| \| \| \| \| \| Alstroemerieae (Alstroemeriaceae s.s) \| \| \| \| |
|                       | \| \| Luzuriageae (Luzuriagaceae) \| \| \| \| \| \| Alstroemerieae (Alstroemeriaceae s.s) \| \| \| \| |
|                       | Luzuriageae (Luzuriagaceae)                                                                           |
|                       | |
|                       | Alstroemerieae (Alstroemeriaceae s.s)                                                                 |
|                       | |

|  | Luzuriageae (Luzuriagaceae)           |
|  |                                       |
|  | Alstroemerieae (Alstroemeriaceae s.s) |
|  |                                       |

| Alstroemeriaceae s.l. | \| \| Luzuriageae (Luzuriagaceae) \| \| \| \| \| \| Alstroemerieae (Alstroemeriaceae s.s) \| \| \| \| |
|                       | \| \| Luzuriageae (Luzuriagaceae) \| \| \| \| \| \| Alstroemerieae (Alstroemeriaceae s.s) \| \| \| \| |
|                       | Luzuriageae (Luzuriagaceae)                                                                           |
|                       | |
|                       | Alstroemerieae (Alstroemeriaceae s.s)                                                                 |
|                       | |

|  | Luzuriageae (Luzuriagaceae)           |
|  |                                       |
|  | Alstroemerieae (Alstroemeriaceae s.s) |
|  |                                       |

|  | Rhipogonaceae |
|  |               |
|  | Philesiaceae  |
|  |               |

|  | Smilacaceae |
|  |             |
|  | Liliaceae   |
|  |             |

|  | Rhipogonaceae |
|  |               |
|  | Philesiaceae  |
|  |               |

|  | Smilacaceae |
|  |             |
|  | Liliaceae   |
|  |             |

| Alstroemeriaceae s.l. | \| \| Luzuriageae (Luzuriagaceae) \| \| \| \| \| \| Alstroemerieae (Alstroemeriaceae s.s) \| \| \| \| |
|                       | \| \| Luzuriageae (Luzuriagaceae) \| \| \| \| \| \| Alstroemerieae (Alstroemeriaceae s.s) \| \| \| \| |
|                       | Luzuriageae (Luzuriagaceae)                                                                           |
|                       | |
|                       | Alstroemerieae (Alstroemeriaceae s.s)                                                                 |
|                       | |

|  | Luzuriageae (Luzuriagaceae)           |
|  |                                       |
|  | Alstroemerieae (Alstroemeriaceae s.s) |
|  |                                       |

| Alstroemeriaceae s.l. | \| \| Luzuriageae (Luzuriagaceae) \| \| \| \| \| \| Alstroemerieae (Alstroemeriaceae s.s) \| \| \| \| |
|                       | \| \| Luzuriageae (Luzuriagaceae) \| \| \| \| \| \| Alstroemerieae (Alstroemeriaceae s.s) \| \| \| \| |
|                       | Luzuriageae (Luzuriagaceae)                                                                           |
|                       | |
|                       | Alstroemerieae (Alstroemeriaceae s.s)                                                                 |
|                       | |

|  | Luzuriageae (Luzuriagaceae)           |
|  |                                       |
|  | Alstroemerieae (Alstroemeriaceae s.s) |
|  |                                       |

| Alstroemeriaceae s.l. | \| \| Luzuriageae (Luzuriagaceae) \| \| \| \| \| \| Alstroemerieae (Alstroemeriaceae s.s) \| \| \| \| |
|                       | \| \| Luzuriageae (Luzuriagaceae) \| \| \| \| \| \| Alstroemerieae (Alstroemeriaceae s.s) \| \| \| \| |
|                       | Luzuriageae (Luzuriagaceae)                                                                           |
|                       | |
|                       | Alstroemerieae (Alstroemeriaceae s.s)                                                                 |
|                       | |

|  | Luzuriageae (Luzuriagaceae)           |
|  |                                       |
|  | Alstroemerieae (Alstroemeriaceae s.s) |
|  |                                       |

| Alstroemeriaceae s.l. | \| \| Luzuriageae (Luzuriagaceae) \| \| \| \| \| \| Alstroemerieae (Alstroemeriaceae s.s) \| \| \| \| |
|                       | \| \| Luzuriageae (Luzuriagaceae) \| \| \| \| \| \| Alstroemerieae (Alstroemeriaceae s.s) \| \| \| \| |
|                       | Luzuriageae (Luzuriagaceae)                                                                           |
|                       | |
|                       | Alstroemerieae (Alstroemeriaceae s.s)                                                                 |
|                       | |

|  | Luzuriageae (Luzuriagaceae)           |
|  |                                       |
|  | Alstroemerieae (Alstroemeriaceae s.s) |
|  |                                       |

|  | Rhipogonaceae |
|  |               |
|  | Philesiaceae  |
|  |               |

|  | Smilacaceae |
|  |             |
|  | Liliaceae   |
|  |             |

|  | Rhipogonaceae |
|  |               |
|  | Philesiaceae  |
|  |               |

|  | Smilacaceae |
|  |             |
|  | Liliaceae   |
|  |             |

| Alstroemeriaceae s.l. | \| \| Luzuriageae (Luzuriagaceae) \| \| \| \| \| \| Alstroemerieae (Alstroemeriaceae s.s) \| \| \| \| |
|                       | \| \| Luzuriageae (Luzuriagaceae) \| \| \| \| \| \| Alstroemerieae (Alstroemeriaceae s.s) \| \| \| \| |
|                       | Luzuriageae (Luzuriagaceae)                                                                           |
|                       | |
|                       | Alstroemerieae (Alstroemeriaceae s.s)                                                                 |
|                       | |

|  | Luzuriageae (Luzuriagaceae)           |
|  |                                       |
|  | Alstroemerieae (Alstroemeriaceae s.s) |
|  |                                       |

| Alstroemeriaceae s.l. | \| \| Luzuriageae (Luzuriagaceae) \| \| \| \| \| \| Alstroemerieae (Alstroemeriaceae s.s) \| \| \| \| |
|                       | \| \| Luzuriageae (Luzuriagaceae) \| \| \| \| \| \| Alstroemerieae (Alstroemeriaceae s.s) \| \| \| \| |
|                       | Luzuriageae (Luzuriagaceae)                                                                           |
|                       | |
|                       | Alstroemerieae (Alstroemeriaceae s.s)                                                                 |
|                       | |

|  | Luzuriageae (Luzuriagaceae)           |
|  |                                       |
|  | Alstroemerieae (Alstroemeriaceae s.s) |
|  |                                       |

| Alstroemeriaceae s.l. | \| \| Luzuriageae (Luzuriagaceae) \| \| \| \| \| \| Alstroemerieae (Alstroemeriaceae s.s) \| \| \| \| |
|                       | \| \| Luzuriageae (Luzuriagaceae) \| \| \| \| \| \| Alstroemerieae (Alstroemeriaceae s.s) \| \| \| \| |
|                       | Luzuriageae (Luzuriagaceae)                                                                           |
|                       | |
|                       | Alstroemerieae (Alstroemeriaceae s.s)                                                                 |
|                       | |

|  | Luzuriageae (Luzuriagaceae)           |
|  |                                       |
|  | Alstroemerieae (Alstroemeriaceae s.s) |
|  |                                       |

| Alstroemeriaceae s.l. | \| \| Luzuriageae (Luzuriagaceae) \| \| \| \| \| \| Alstroemerieae (Alstroemeriaceae s.s) \| \| \| \| |
|                       | \| \| Luzuriageae (Luzuriagaceae) \| \| \| \| \| \| Alstroemerieae (Alstroemeriaceae s.s) \| \| \| \| |
|                       | Luzuriageae (Luzuriagaceae)                                                                           |
|                       | |
|                       | Alstroemerieae (Alstroemeriaceae s.s)                                                                 |
|                       | |

|  | Luzuriageae (Luzuriagaceae)           |
|  |                                       |
|  | Alstroemerieae (Alstroemeriaceae s.s) |
|  |                                       |

|  | Rhipogonaceae |
|  |               |
|  | Philesiaceae  |
|  |               |

|  | Smilacaceae |
|  |             |
|  | Liliaceae   |
|  |             |

|  | Rhipogonaceae |
|  |               |
|  | Philesiaceae  |
|  |               |

|  | Smilacaceae |
|  |             |
|  | Liliaceae   |
|  |             |

| Alstroemeriaceae s.l. | \| \| Luzuriageae (Luzuriagaceae) \| \| \| \| \| \| Alstroemerieae (Alstroemeriaceae s.s) \| \| \| \| |
|                       | \| \| Luzuriageae (Luzuriagaceae) \| \| \| \| \| \| Alstroemerieae (Alstroemeriaceae s.s) \| \| \| \| |
|                       | Luzuriageae (Luzuriagaceae)                                                                           |
|                       | |
|                       | Alstroemerieae (Alstroemeriaceae s.s)                                                                 |
|                       | |

|  | Luzuriageae (Luzuriagaceae)           |
|  |                                       |
|  | Alstroemerieae (Alstroemeriaceae s.s) |
|  |                                       |

| Alstroemeriaceae s.l. | \| \| Luzuriageae (Luzuriagaceae) \| \| \| \| \| \| Alstroemerieae (Alstroemeriaceae s.s) \| \| \| \| |
|                       | \| \| Luzuriageae (Luzuriagaceae) \| \| \| \| \| \| Alstroemerieae (Alstroemeriaceae s.s) \| \| \| \| |
|                       | Luzuriageae (Luzuriagaceae)                                                                           |
|                       | |
|                       | Alstroemerieae (Alstroemeriaceae s.s)                                                                 |
|                       | |

|  | Luzuriageae (Luzuriagaceae)           |
|  |                                       |
|  | Alstroemerieae (Alstroemeriaceae s.s) |
|  |                                       |

| Alstroemeriaceae s.l. | \| \| Luzuriageae (Luzuriagaceae) \| \| \| \| \| \| Alstroemerieae (Alstroemeriaceae s.s) \| \| \| \| |
|                       | \| \| Luzuriageae (Luzuriagaceae) \| \| \| \| \| \| Alstroemerieae (Alstroemeriaceae s.s) \| \| \| \| |
|                       | Luzuriageae (Luzuriagaceae)                                                                           |
|                       | |
|                       | Alstroemerieae (Alstroemeriaceae s.s)                                                                 |
|                       | |

|  | Luzuriageae (Luzuriagaceae)           |
|  |                                       |
|  | Alstroemerieae (Alstroemeriaceae s.s) |
|  |                                       |

| Alstroemeriaceae s.l. | \| \| Luzuriageae (Luzuriagaceae) \| \| \| \| \| \| Alstroemerieae (Alstroemeriaceae s.s) \| \| \| \| |
|                       | \| \| Luzuriageae (Luzuriagaceae) \| \| \| \| \| \| Alstroemerieae (Alstroemeriaceae s.s) \| \| \| \| |
|                       | Luzuriageae (Luzuriagaceae)                                                                           |
|                       | |
|                       | Alstroemerieae (Alstroemeriaceae s.s)                                                                 |
|                       | |

|  | Luzuriageae (Luzuriagaceae)           |
|  |                                       |
|  | Alstroemerieae (Alstroemeriaceae s.s) |
|  |                                       |

|  | Rhipogonaceae |
|  |               |
|  | Philesiaceae  |
|  |               |

|  | Smilacaceae |
|  |             |
|  | Liliaceae   |
|  |             |

|  | Rhipogonaceae |
|  |               |
|  | Philesiaceae  |
|  |               |

|  | Smilacaceae |
|  |             |
|  | Liliaceae   |
|  |             |

| Alstroemeriaceae s.l. | \| \| Luzuriageae (Luzuriagaceae) \| \| \| \| \| \| Alstroemerieae (Alstroemeriaceae s.s) \| \| \| \| |
|                       | \| \| Luzuriageae (Luzuriagaceae) \| \| \| \| \| \| Alstroemerieae (Alstroemeriaceae s.s) \| \| \| \| |
|                       | Luzuriageae (Luzuriagaceae)                                                                           |
|                       | |
|                       | Alstroemerieae (Alstroemeriaceae s.s)                                                                 |
|                       | |

|  | Luzuriageae (Luzuriagaceae)           |
|  |                                       |
|  | Alstroemerieae (Alstroemeriaceae s.s) |
|  |                                       |

| Alstroemeriaceae s.l. | \| \| Luzuriageae (Luzuriagaceae) \| \| \| \| \| \| Alstroemerieae (Alstroemeriaceae s.s) \| \| \| \| |
|                       | \| \| Luzuriageae (Luzuriagaceae) \| \| \| \| \| \| Alstroemerieae (Alstroemeriaceae s.s) \| \| \| \| |
|                       | Luzuriageae (Luzuriagaceae)                                                                           |
|                       | |
|                       | Alstroemerieae (Alstroemeriaceae s.s)                                                                 |
|                       | |

|  | Luzuriageae (Luzuriagaceae)           |
|  |                                       |
|  | Alstroemerieae (Alstroemeriaceae s.s) |
|  |                                       |

| Alstroemeriaceae s.l. | \| \| Luzuriageae (Luzuriagaceae) \| \| \| \| \| \| Alstroemerieae (Alstroemeriaceae s.s) \| \| \| \| |
|                       | \| \| Luzuriageae (Luzuriagaceae) \| \| \| \| \| \| Alstroemerieae (Alstroemeriaceae s.s) \| \| \| \| |
|                       | Luzuriageae (Luzuriagaceae)                                                                           |
|                       | |
|                       | Alstroemerieae (Alstroemeriaceae s.s)                                                                 |
|                       | |

|  | Luzuriageae (Luzuriagaceae)           |
|  |                                       |
|  | Alstroemerieae (Alstroemeriaceae s.s) |
|  |                                       |

| Alstroemeriaceae s.l. | \| \| Luzuriageae (Luzuriagaceae) \| \| \| \| \| \| Alstroemerieae (Alstroemeriaceae s.s) \| \| \| \| |
|                       | \| \| Luzuriageae (Luzuriagaceae) \| \| \| \| \| \| Alstroemerieae (Alstroemeriaceae s.s) \| \| \| \| |
|                       | Luzuriageae (Luzuriagaceae)                                                                           |
|                       | |
|                       | Alstroemerieae (Alstroemeriaceae s.s)                                                                 |
|                       | |

|  | Luzuriageae (Luzuriagaceae)           |
|  |                                       |
|  | Alstroemerieae (Alstroemeriaceae s.s) |
|  |                                       |

|  | Rhipogonaceae |
|  |               |
|  | Philesiaceae  |
|  |               |

|  | Smilacaceae |
|  |             |
|  | Liliaceae   |
|  |             |

|  | Rhipogonaceae |
|  |               |
|  | Philesiaceae  |
|  |               |

|  | Smilacaceae |
|  |             |
|  | Liliaceae   |
|  |             |

| Alstroemeriaceae s.l. | \| \| Luzuriageae (Luzuriagaceae) \| \| \| \| \| \| Alstroemerieae (Alstroemeriaceae s.s) \| \| \| \| |
|                       | \| \| Luzuriageae (Luzuriagaceae) \| \| \| \| \| \| Alstroemerieae (Alstroemeriaceae s.s) \| \| \| \| |
|                       | Luzuriageae (Luzuriagaceae)                                                                           |
|                       | |
|                       | Alstroemerieae (Alstroemeriaceae s.s)                                                                 |
|                       | |

|  | Luzuriageae (Luzuriagaceae)           |
|  |                                       |
|  | Alstroemerieae (Alstroemeriaceae s.s) |
|  |                                       |

| Alstroemeriaceae s.l. | \| \| Luzuriageae (Luzuriagaceae) \| \| \| \| \| \| Alstroemerieae (Alstroemeriaceae s.s) \| \| \| \| |
|                       | \| \| Luzuriageae (Luzuriagaceae) \| \| \| \| \| \| Alstroemerieae (Alstroemeriaceae s.s) \| \| \| \| |
|                       | Luzuriageae (Luzuriagaceae)                                                                           |
|                       | |
|                       | Alstroemerieae (Alstroemeriaceae s.s)                                                                 |
|                       | |

|  | Luzuriageae (Luzuriagaceae)           |
|  |                                       |
|  | Alstroemerieae (Alstroemeriaceae s.s) |
|  |                                       |

| Alstroemeriaceae s.l. | \| \| Luzuriageae (Luzuriagaceae) \| \| \| \| \| \| Alstroemerieae (Alstroemeriaceae s.s) \| \| \| \| |
|                       | \| \| Luzuriageae (Luzuriagaceae) \| \| \| \| \| \| Alstroemerieae (Alstroemeriaceae s.s) \| \| \| \| |
|                       | Luzuriageae (Luzuriagaceae)                                                                           |
|                       | |
|                       | Alstroemerieae (Alstroemeriaceae s.s)                                                                 |
|                       | |

|  | Luzuriageae (Luzuriagaceae)           |
|  |                                       |
|  | Alstroemerieae (Alstroemeriaceae s.s) |
|  |                                       |

| Alstroemeriaceae s.l. | \| \| Luzuriageae (Luzuriagaceae) \| \| \| \| \| \| Alstroemerieae (Alstroemeriaceae s.s) \| \| \| \| |
|                       | \| \| Luzuriageae (Luzuriagaceae) \| \| \| \| \| \| Alstroemerieae (Alstroemeriaceae s.s) \| \| \| \| |
|                       | Luzuriageae (Luzuriagaceae)                                                                           |
|                       | |
|                       | Alstroemerieae (Alstroemeriaceae s.s)                                                                 |
|                       | |

|  | Luzuriageae (Luzuriagaceae)           |
|  |                                       |
|  | Alstroemerieae (Alstroemeriaceae s.s) |
|  |                                       |

|  | Rhipogonaceae |
|  |               |
|  | Philesiaceae  |
|  |               |

|  | Smilacaceae |
|  |             |
|  | Liliaceae   |
|  |             |

|  | Rhipogonaceae |
|  |               |
|  | Philesiaceae  |
|  |               |

|  | Smilacaceae |
|  |             |
|  | Liliaceae   |
|  |             |

| Alstroemeriaceae s.l. | \| \| Luzuriageae (Luzuriagaceae) \| \| \| \| \| \| Alstroemerieae (Alstroemeriaceae s.s) \| \| \| \| |
|                       | \| \| Luzuriageae (Luzuriagaceae) \| \| \| \| \| \| Alstroemerieae (Alstroemeriaceae s.s) \| \| \| \| |
|                       | Luzuriageae (Luzuriagaceae)                                                                           |
|                       | |
|                       | Alstroemerieae (Alstroemeriaceae s.s)                                                                 |
|                       | |

|  | Luzuriageae (Luzuriagaceae)           |
|  |                                       |
|  | Alstroemerieae (Alstroemeriaceae s.s) |
|  |                                       |

| Alstroemeriaceae s.l. | \| \| Luzuriageae (Luzuriagaceae) \| \| \| \| \| \| Alstroemerieae (Alstroemeriaceae s.s) \| \| \| \| |
|                       | \| \| Luzuriageae (Luzuriagaceae) \| \| \| \| \| \| Alstroemerieae (Alstroemeriaceae s.s) \| \| \| \| |
|                       | Luzuriageae (Luzuriagaceae)                                                                           |
|                       | |
|                       | Alstroemerieae (Alstroemeriaceae s.s)                                                                 |
|                       | |

|  | Luzuriageae (Luzuriagaceae)           |
|  |                                       |
|  | Alstroemerieae (Alstroemeriaceae s.s) |
|  |                                       |

| Alstroemeriaceae s.l. | \| \| Luzuriageae (Luzuriagaceae) \| \| \| \| \| \| Alstroemerieae (Alstroemeriaceae s.s) \| \| \| \| |
|                       | \| \| Luzuriageae (Luzuriagaceae) \| \| \| \| \| \| Alstroemerieae (Alstroemeriaceae s.s) \| \| \| \| |
|                       | Luzuriageae (Luzuriagaceae)                                                                           |
|                       | |
|                       | Alstroemerieae (Alstroemeriaceae s.s)                                                                 |
|                       | |

|  | Luzuriageae (Luzuriagaceae)           |
|  |                                       |
|  | Alstroemerieae (Alstroemeriaceae s.s) |
|  |                                       |

| Alstroemeriaceae s.l. | \| \| Luzuriageae (Luzuriagaceae) \| \| \| \| \| \| Alstroemerieae (Alstroemeriaceae s.s) \| \| \| \| |
|                       | \| \| Luzuriageae (Luzuriagaceae) \| \| \| \| \| \| Alstroemerieae (Alstroemeriaceae s.s) \| \| \| \| |
|                       | Luzuriageae (Luzuriagaceae)                                                                           |
|                       | |
|                       | Alstroemerieae (Alstroemeriaceae s.s)                                                                 |
|                       | |

|  | Luzuriageae (Luzuriagaceae)           |
|  |                                       |
|  | Alstroemerieae (Alstroemeriaceae s.s) |
|  |                                       |

|  | Rhipogonaceae |
|  |               |
|  | Philesiaceae  |
|  |               |

|  | Smilacaceae |
|  |             |
|  | Liliaceae   |
|  |             |

|  | Rhipogonaceae |
|  |               |
|  | Philesiaceae  |
|  |               |

|  | Smilacaceae |
|  |             |
|  | Liliaceae   |
|  |             |

| Alstroemeriaceae s.l. | \| \| Luzuriageae (Luzuriagaceae) \| \| \| \| \| \| Alstroemerieae (Alstroemeriaceae s.s) \| \| \| \| |
|                       | \| \| Luzuriageae (Luzuriagaceae) \| \| \| \| \| \| Alstroemerieae (Alstroemeriaceae s.s) \| \| \| \| |
|                       | Luzuriageae (Luzuriagaceae)                                                                           |
|                       | |
|                       | Alstroemerieae (Alstroemeriaceae s.s)                                                                 |
|                       | |

|  | Luzuriageae (Luzuriagaceae)           |
|  |                                       |
|  | Alstroemerieae (Alstroemeriaceae s.s) |
|  |                                       |

| Alstroemeriaceae s.l. | \| \| Luzuriageae (Luzuriagaceae) \| \| \| \| \| \| Alstroemerieae (Alstroemeriaceae s.s) \| \| \| \| |
|                       | \| \| Luzuriageae (Luzuriagaceae) \| \| \| \| \| \| Alstroemerieae (Alstroemeriaceae s.s) \| \| \| \| |
|                       | Luzuriageae (Luzuriagaceae)                                                                           |
|                       | |
|                       | Alstroemerieae (Alstroemeriaceae s.s)                                                                 |
|                       | |

|  | Luzuriageae (Luzuriagaceae)           |
|  |                                       |
|  | Alstroemerieae (Alstroemeriaceae s.s) |
|  |                                       |

| Alstroemeriaceae s.l. | \| \| Luzuriageae (Luzuriagaceae) \| \| \| \| \| \| Alstroemerieae (Alstroemeriaceae s.s) \| \| \| \| |
|                       | \| \| Luzuriageae (Luzuriagaceae) \| \| \| \| \| \| Alstroemerieae (Alstroemeriaceae s.s) \| \| \| \| |
|                       | Luzuriageae (Luzuriagaceae)                                                                           |
|                       | |
|                       | Alstroemerieae (Alstroemeriaceae s.s)                                                                 |
|                       | |

|  | Luzuriageae (Luzuriagaceae)           |
|  |                                       |
|  | Alstroemerieae (Alstroemeriaceae s.s) |
|  |                                       |

| Alstroemeriaceae s.l. | \| \| Luzuriageae (Luzuriagaceae) \| \| \| \| \| \| Alstroemerieae (Alstroemeriaceae s.s) \| \| \| \| |
|                       | \| \| Luzuriageae (Luzuriagaceae) \| \| \| \| \| \| Alstroemerieae (Alstroemeriaceae s.s) \| \| \| \| |
|                       | Luzuriageae (Luzuriagaceae)                                                                           |
|                       | |
|                       | Alstroemerieae (Alstroemeriaceae s.s)                                                                 |
|                       | |

|  | Luzuriageae (Luzuriagaceae)           |
|  |                                       |
|  | Alstroemerieae (Alstroemeriaceae s.s) |
|  |                                       |

|  | Rhipogonaceae |
|  |               |
|  | Philesiaceae  |
|  |               |

|  | Smilacaceae |
|  |             |
|  | Liliaceae   |
|  |             |

|  | Rhipogonaceae |
|  |               |
|  | Philesiaceae  |
|  |               |

|  | Smilacaceae |
|  |             |
|  | Liliaceae   |
|  |             |

| Alstroemeriaceae s.l. | \| \| Luzuriageae (Luzuriagaceae) \| \| \| \| \| \| Alstroemerieae (Alstroemeriaceae s.s) \| \| \| \| |
|                       | \| \| Luzuriageae (Luzuriagaceae) \| \| \| \| \| \| Alstroemerieae (Alstroemeriaceae s.s) \| \| \| \| |
|                       | Luzuriageae (Luzuriagaceae)                                                                           |
|                       | |
|                       | Alstroemerieae (Alstroemeriaceae s.s)                                                                 |
|                       | |

|  | Luzuriageae (Luzuriagaceae)           |
|  |                                       |
|  | Alstroemerieae (Alstroemeriaceae s.s) |
|  |                                       |

| Alstroemeriaceae s.l. | \| \| Luzuriageae (Luzuriagaceae) \| \| \| \| \| \| Alstroemerieae (Alstroemeriaceae s.s) \| \| \| \| |
|                       | \| \| Luzuriageae (Luzuriagaceae) \| \| \| \| \| \| Alstroemerieae (Alstroemeriaceae s.s) \| \| \| \| |
|                       | Luzuriageae (Luzuriagaceae)                                                                           |
|                       | |
|                       | Alstroemerieae (Alstroemeriaceae s.s)                                                                 |
|                       | |

|  | Luzuriageae (Luzuriagaceae)           |
|  |                                       |
|  | Alstroemerieae (Alstroemeriaceae s.s) |
|  |                                       |

| Alstroemeriaceae s.l. | \| \| Luzuriageae (Luzuriagaceae) \| \| \| \| \| \| Alstroemerieae (Alstroemeriaceae s.s) \| \| \| \| |
|                       | \| \| Luzuriageae (Luzuriagaceae) \| \| \| \| \| \| Alstroemerieae (Alstroemeriaceae s.s) \| \| \| \| |
|                       | Luzuriageae (Luzuriagaceae)                                                                           |
|                       | |
|                       | Alstroemerieae (Alstroemeriaceae s.s)                                                                 |
|                       | |

|  | Luzuriageae (Luzuriagaceae)           |
|  |                                       |
|  | Alstroemerieae (Alstroemeriaceae s.s) |
|  |                                       |

| Alstroemeriaceae s.l. | \| \| Luzuriageae (Luzuriagaceae) \| \| \| \| \| \| Alstroemerieae (Alstroemeriaceae s.s) \| \| \| \| |
|                       | \| \| Luzuriageae (Luzuriagaceae) \| \| \| \| \| \| Alstroemerieae (Alstroemeriaceae s.s) \| \| \| \| |
|                       | Luzuriageae (Luzuriagaceae)                                                                           |
|                       | |
|                       | Alstroemerieae (Alstroemeriaceae s.s)                                                                 |
|                       | |

|  | Luzuriageae (Luzuriagaceae)           |
|  |                                       |
|  | Alstroemerieae (Alstroemeriaceae s.s) |
|  |                                       |

|  | Rhipogonaceae |
|  |               |
|  | Philesiaceae  |
|  |               |

|  | Smilacaceae |
|  |             |
|  | Liliaceae   |
|  |             |

|  | Rhipogonaceae |
|  |               |
|  | Philesiaceae  |
|  |               |

|  | Smilacaceae |
|  |             |
|  | Liliaceae   |
|  |             |

## Kiểu viết tên khoa học
Hiện tại vẫn chưa có sự thống nhất trong cách viết tên gọi khoa học của chi và họ:
- Nhiều tài liệu sử dụng cách viết Ripogonum để chỉ chi và Ripogonaceae để chỉ họ. Chẳng hạn, cách viết này được sử dụng trong hệ thống APG năm 1998 và trong website của Watson & Dallwitz.
- Cách viết Rhipogonum được liệt kê trong website Lưu trữ ngày 10 tháng 6 năm 2007 tại Wayback Machine do Reveal duy trì, như là tên gọi chính xác của chi, với tên gọi của họ là Rhipogonaceae. Hệ thống APG II (với Reveal là một đồng tác giả công bố) sử dụng cách viết này. Hệ thống APG III cũng sử dụng cách viết này.